# Iguana-verde

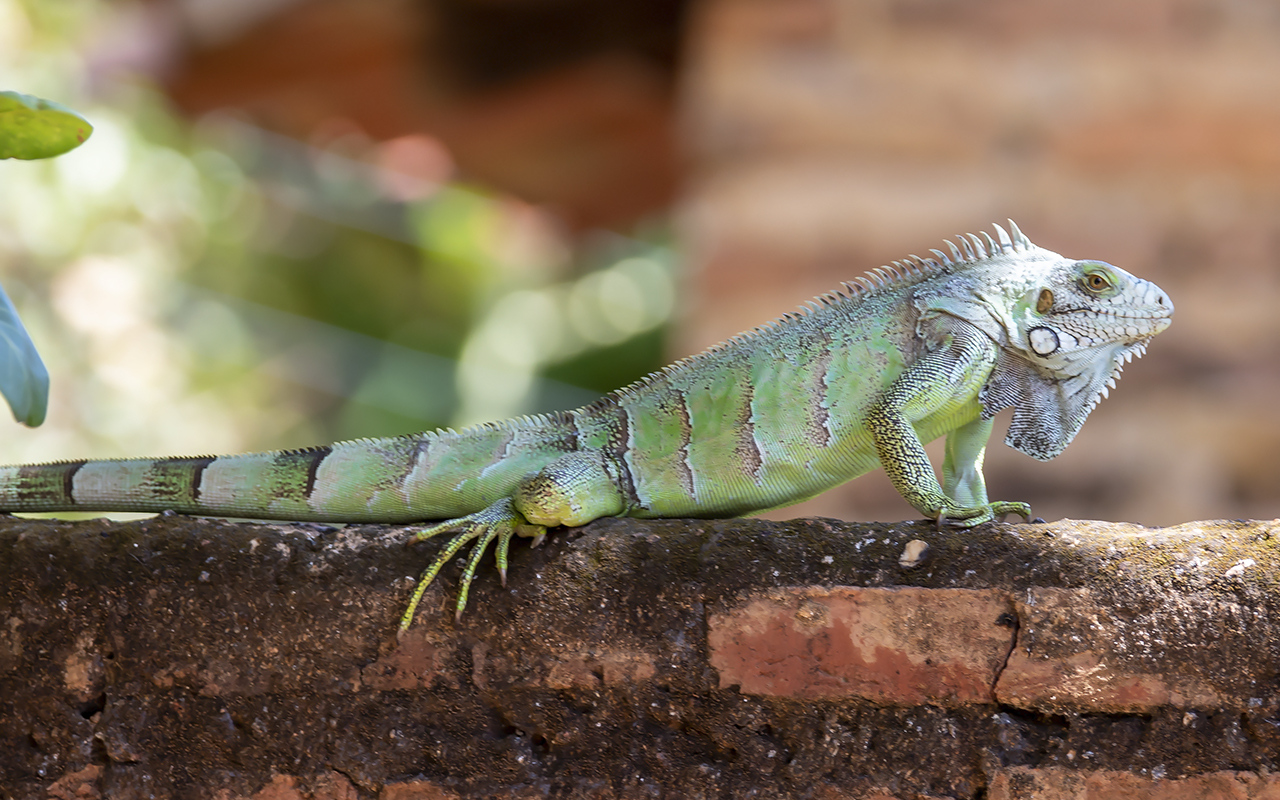
Iguana-verde no quintal de casa em Teresina, Piauí

Iguana-verde (nome científico: Iguana iguana) é uma espécie de réptil da família Iguanidae. Ocorre na América Central, Caribe e América do Sul, abrangendo grande parte do Brasil.

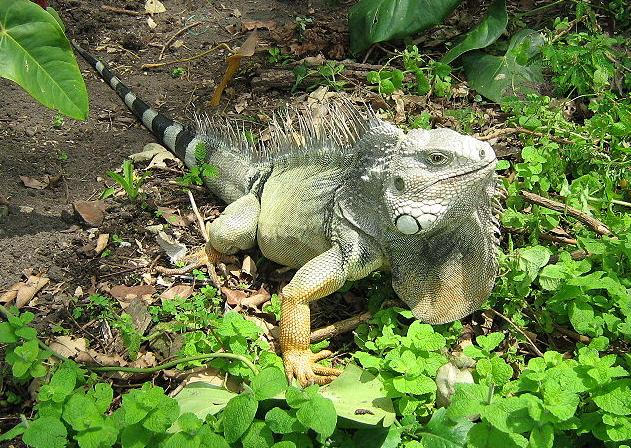
Iguana-verde na Colômbia

## Outros nomes e etimologia
Também é conhecida como iguana-comum, iguano, sinimbu, "camaleão", cambaleão, senembi, senembu ou tijibu. As palavras "iguana" e "iguano" originaram-se do termo aruaque insular iwana, através do castelhano. "Sinimbu", "senembi", "senembu" e "sinumbu" originaram-se do termo tupi sinim'bu. "Camaleão", "cambaleão" e "cameleão" originaram-se do termo grego chamailéon (leão rasteiro)

## Distribuição
A iguana-verde tem sua distribuição geográfica restrita a áreas tropicais e subtropicais da América, ocorrendo em grande parte deste continente, desde o México até o Brasil e o Paraguai. No Brasil estes animais podem ser encontrados em ecossistemas como a Amazônia, Cerrado, Pantanal, Caatinga e Mata Atlântica nordestina, ocorrendo em muitos estados brasileiros.

## Características
A iguana-verde é Arborícola e majoritariamente herbívora, podendo consumir proteína animal em algumas ocasiões. Uma iguana-verde adulta pode medir 180 cm de comprimento e pesar 9 kg. Alimenta-se de frutas, folhas, ovos, insetos e pequenos vertebrados. Possui uma crista que vai da nuca até a cauda, maior que o resto do corpo. Sua carne e ovos são comestíveis. Sua garganta possui um saco dilatável. As patas possuem cinco dedos com garras pontudas. A cauda possui faixas transversais escuras. O ovo da iguana-verde leva entre 10 a 15 semanas para chocar.